# Elaphoglossum serpens
Elaphoglossum serpens är en träjonväxtart som beskrevs av William Ralph Maxon och Morton. Elaphoglossum serpens ingår i släktet Elaphoglossum och familjen Dryopteridaceae. Inga underarter finns listade.